# Javier Fernández López (homme politique)
Pour les articles homonymes, voir Javier Fernández López, Javier Fernández, Fernández et López.
Javier Fernández López, né le 5 septembre 1954 à María de Huerva, est un militaire, homme politique et universitaire espagnol, lieutenant-colonel, membre du PSOE, délégué du gouvernement de Rodríguez Zapatero  en Aragon entre 2004 et 2012, professeur de droit constitutionnel à l’université de Saragosse et auteur de plusieurs ouvrages sur le rôle de l’Armée dans l’Espagne contemporaine,,,.

## Publications sélectionnées
- (es) Introducción al Derecho y Derecho Constitucional, Madrid, 1994
- (es) « Los recursos administrativos », dans La función militar en el actual ordenamiento constitucional español, Madrid, 1995
- (es) El Rey y otros militares, Madrid, 1998
- (es) Sabino Fernández Campo: un hombre de Estado, Barcelone, 2000
- (es) Diecisiete horas y media. El enigma del 23-F, Madrid, 2000
- (es) « Ética, derecho y nuevas misiones de las Fuerzas Armadas », dans La ética en las nuevas misiones de las Fuerzas Armadas, Madrid, CESEDEN, 2000
- (es) UMD: Militares contra Franco. Historia de la Unión Militar Democrática, Saragosse, 2002
- (es) « El valor de una sentencia », dans Revista Militares, Madrid, 2002
- (es) « El Ejército durante la transición democrática(1975-1982) », dans Memoria de la transición en España y Cataluña, -Barcelone, 2002
- (es) Militares contra el Estado : España siglos XIX y XX, Madrid, Taurus, 2003, 1re éd., 303 p. (ISBN 978-84-306-0495-1)
- (es) « Rey, 23-F y refrendo », dans Veinticinco años de Constitución y Fuerzas Armadas, Saragosse, 2004
- (es) General Vicente Rojo: mi verdad, Saragosse, 2004
- (es) « Los militares en la transición », dans La transició democrática als països catalans, Valence, 2005
- (es) « El General Vicente Rojo Lluch », dans Veinticinco militares republicanos, Madrid, 2011
- (es) « Un modelo policial para España », dans La protección de la dignidad de la persona y el principio de humanidad en el siglo XXI. In memoriam Gonzalo Jar Couselo (es), Valence, 2012
- (es) « El papel político de Gutiérrez Mellado », dans El legado del general Gutiérrez Mellado, Madrid, 2013
- (es) « Los orígenes del constitucionalismo español: soberanía, división de poderes y representación », dans Las Cortes de Cádiz y los significados políticos del primer liberalismo español, Huesca, 2013